# William Thomas Brande

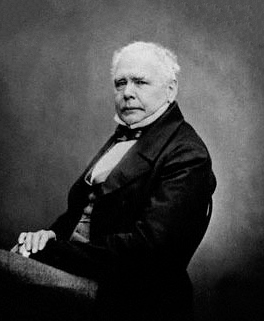
William Thomas Brande

William Thomas Brande (Londen, 11 januari 1788 - Tunbridge Wells, 11 februari 1866) was een Engels chemicus. 
Nadat Brande de Westminster School verliet, ging  hij in 1802 in de leer bij zijn broer - een apotheker - met het oog op een beroep in de geneeskunde. Brandes voorkeur bleek echter specifiek in de chemie te liggen, waarvan hij in zijn vrije tijd een gedegen kennis verwierf.

## Academisch leven
In 1812 werd Brande benoemd tot hoogleraar scheikunde van de Worshipful Society of Apothecaries. Vervolgens hield hij een reeks lezingen voor het Ministerie van Landbouw en Visserij in plaats van Sir Humphry Davy, wiens leerstoel aan de Royal Institution hij in het daaropvolgende jaar als opvolger overnam. Vanaf omstreeks 1823 werkte Brande steeds vaker voor de Royal Mint (de Britse versie van de Koninklijke Nederlandse Munt), waarvan hij uiteindelijk Superintendent of the Coining and Die Department werd. In 1813 kreeg hij de Copley Medal uitgereikt. Brande mocht tussen 1834 en 1850 zeven keer spreken voor de Royal Institution Christmas Lectures.

## Auteur
Brandes Manual of Chemistry verscheen in 1819. Verder bracht hij onder meer het Dictionary of Science, Literature and Art uit (1842). Hij was bezig met een nieuwe uitgave toen hij stierf in 1866. Brande werd begraven op het grote kerkhof van West Norwood (graf 1177, quadrant 98).
- Biblioteca Nacional de España: XX4946637
- Bibliothèque nationale de France: cb12560073r (data)
- Gemeinsame Normdatei: 117627135
- International Standard Name Identifier: 0000 0000 8076 7842
- Library of Congress Control Number: n92105877
- Nationale bibliotheek van Australië: 35765509
- Nationale Bibliotheek van Israël: 987007273129705171
- Nederlandse Thesaurus van Auteursnamen: 189951052
- SNAC: w6hq3wxq
- Système universitaire de documentation: 085101915
- Trove: 1077328
- Virtual International Authority File: 29648539
- WorldCat: E39PBJtGYcXt37XVdTB7WPdqQq